# 小小查立大功
《小小查立大功》是一部2017年的美國電腦動畫電影，電影於2017年1月12日於Google Play首播。

## 角色
- 小查（Travis）

配音：約翰·文森特·奧蘭多（美國）；王貞令（台灣）
- 阿班（Paul Bunyan）

配音：約翰·古德曼（美國）；賴震澤（台灣）
- 歐寶（Babe the Blue Ox）

配音：傑夫·福克斯沃西（美國）；劉峻誠（台灣）
- 諾姆（Norm Blandsford）

配音：凱爾塞·格拉瑪（美國）；陳凌雲（台灣）
- 酷黑石（The Amazing Blackstone）

配音：凱爾塞·格拉瑪（美國）；陳彥鈞（台灣）
- 惠妮（Whitney）

配音：洛拉·韋恩·比利亞（美國）；徐瑀甄（台灣）
- 外公（Grandpa）

配音：馬克·漢米爾（美國）；陳彥鈞（台灣）
- 艾莉絲（Iris Ingram）

配音：多麗安·戴維斯（美國）；陳瀅妃（台灣）
- 媽媽（Mom）

配音：凱·科爾（美國）；陳瀅妃（台灣）
- 外婆（Grandma）

配音：凱·科爾（美國）；陳瀅妃（台灣）